# John Troutbeck (diplomate)
Pour les articles homonymes, voir Troutbeck.
John Monro Troutbeck, né le 2 novembre 1894 et mort le 28 septembre 1971, est un diplomate britannique.

## Biographie

### Naissance et famille
Il est le fils de John Troutbeck (1860-1912), un avocat et coroner de Westminster, et de son épouse Harriet Elizabeth Monro. Son grand-père est le révérend Dr John Troutbeck et son oncle par alliance est Sir William Henry Hadow.

### Carrière
Il est ambassadeur de l'Irak entre 1951 et 1954, succédant à Sir Henry Mack.
Il abandonne en 1954,il est membre de la Commission référendaire de la Sarre en 1955 et est président du Save the Children 1956-1962,.
Il est nommé Commandeur de l'Ordre de Saint-Michel et Saint-Georges en 1939, Chevalier Commandeur du même ordre en 1948, et en 1955, il est nommé Chevalier ordinaire Grand-Croix du Très Excellent Ordre de l'Empire britannique.
Il meurt en 1971 à Horsham, West Sussex.